# Marquis Childs
Marquis Childs, Marquis William Childs, född 17 mars 1901 i Clinton, Iowa, död 30 juni 1990, var en amerikansk journalist och författare. Han arbetade under större delen av sin karriär för tidningen Saint Louis Post-Dispatch, bland annat som utrikeskorrespondent, korrespondent i Washington DC, och kolumnist. Han fick Pulitzerpriset 1970. 
1930 reste Marquis Childs till Sverige för att besöka Stockholmsutställningen. Han skrev om kooperativa rörelser, som till exempel HSB. Besöket resulterade i boken Sweden: the Middle Way, från 1936.  Boken påverkade omvärldens syn på Sverige och blev uppmärksammad av bland andra Franklin D. Roosevelt. Boken gav honom Nordstjärneorden 1961.

### Fotnoter
1. ↑  Henrik Berggren (12 augusti 2010). ”Den kluvne väljaren”. Dagens nyheter. http://www.dn.se/ledare/kolumner/den-kluvne-valjaren/. Läst 2 november 2016.